# Res publica
Res publica ou respublica é uma expressão latina que significa literalmente "coisa do povo", "coisa pública". É a origem da palavra república. O termo normalmente refere-se a uma coisa que não é considerada propriedade privada, mas, em vez disso, mantida em conjunto por muitas pessoas.

## Etimologia
A palavra publica é o feminino singular do adjetivo de 1ª e 2ª declinação publicus, publica, publicum, que é por sua vez derivado de uma forma mais antiga, poplicus – "relacionada a populus - povo". Os romanos com frequência escreviam as duas palavras como se fossem uma, respublica, e declinavam ambas.